# パリ教師斬首事件
パリ教師斬首事件（パリきょうしざんしゅじけん）は、2020年10月16日、フランス・イヴリーヌ県のコミューンであるコンフラン＝サントノリーヌで、地理歴史科の中学教師サミュエル・パティ（仏: Samuel Paty）が、授業でイスラーム教の預言者ムハンマドの風刺画を生徒に見せたことに対する報復として、イスラーム過激派の男に首を切られて殺害されたテロ事件である。

## 概要
殺害されたサミュエル・パティ（仏: Samuel Paty）は地理歴史科の中学教師で、事件当日の夕方17時ごろ学校を出たところで首を切り落とされた。犯人はチェチェン出身のロシア人難民アブドゥッラーク・アンゾロフとみられ、事件後警察により射殺された。
このテロ行為は、2015年に起こったシャルリー・エブド紙の編集スタッフに対するテロ事件の加害者の裁判がフランスで行われているときに発生した。その原因と思われていたのは、シャルリー・エブド紙によるムハンマド風刺画だった。2006年にデンマークの風刺画家が描いたその風刺画は、2020年9月1日に同紙より再掲載された際、パキスタンからの報復の呼びかけのきっかけとなる。この呼びかけが、パリ市内にあったシャルリエブド紙のかつての社屋にて起こった襲撃事件につながった。
コンフラン・サントノリーヌでのテロは、2020年10月2日にレミュローで行われた、共和国原理の尊重を強化する法案を後押しし、また、世俗主義を強化し特定のイスラム派の急進化を食い止めるための対策を示したという、「分離主義」との闘いに関するフランス大統領エマニュエル・マクロンの演説の少し後に発生した。

首を斬られるテロ事件は、2015年のサンカンタンファラビエ事件以来、フランスそしてヨーロッパにおいて2回目であり、2020年に入って6回目のイスラム主義者による攻撃であった。2015年1月以降、フランスは前例のないイスラム過激派によるテロ攻撃の波にさらされている。パティは、2015年1月以来260人目のテロ犠牲者となった。また斬首事件後の同月29日、イスラム過激主義者がフランス南部ニースの教会を襲撃し、斬首されるなどして3人が死亡した。